# Johann III. von Eych
Johann III. von Eych (auch: von Aich; von Eich) (* 1404 in Eicha bei Heldburg; † 1. Januar 1464 in Eichstätt) war der 50. Diözesan- und Fürstbischof von Eichstätt und Kardinal. Er erwies sich als humanistisch gebildeter Reformer.

## Elternhaus und Ausbildung

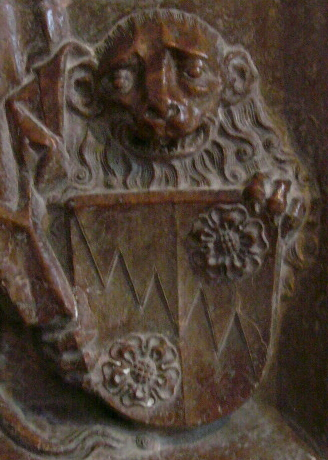
Wappen als Fürstbischof (Epitaph im Eichstätter Dom)

Nach Wendehorst entstammte Johann III. von Eych einem ritterbürtigen fränkischen Adelsgeschlecht. Der Stammsitz Eicha liegt bei Heldburg, wo das Bistum auch begütert war. Annahmen der Stammsitz sei die Burg Eich bei Heilsbronn hätten sich als Irrtum erwiesen.
Burg Eich ist das heutige Hohenstein bei Coburg, der Adel von Eich entstammt der römische Familien de Quercu. Dieser Name taucht in den Annalen von Tambach und Langheim und Bamberg auf.
Seine Eltern waren der Ritter Karl von Eych und seiner Gattin Margaretha, geb. von Heltpurg (Heldburg), die ihn für das Eichstätter Domkapitel vorsahen. Bevor er dort Aufnahme fand, ging er zum Studium 1423 nach Wien und 1429 an die Universität Padua, wo er zum Doktor beider Rechte promoviert wurde und 1433/34 und noch einmal 1437/38 Rektor war.

## Die Zeit bis zur Bischofsweihe
Der Jurist trat in die Dienste des Herzogs Albrecht V. und auch Albrecht VI. von Österreich. In dessen Kanzlei freundete er sich mit Eneo Silvio Piccolomini an, dem späteren Papst Pius II. Als Gesandter des Herzogs nahm er 1433 auf dem Konzil von Basel teil und machte sich dabei einen Namen, ebenso als Gesandter von König Albrecht II. auf den Mainzer Beratungen vom März 1439.
Um 1440 wurde Johann von Eych Eichstätter Domherr. Hier traf er auf seinen Onkel, den Eichstätter Domscholastikus Peter von Heltpurg, der allerdings 1441 starb. Im Dezember des gleichen Jahres wurde Johann zum Diakon geweiht. Am 1. Oktober 1445 erfolgte in Eichstätt die Wahl zum Bischof, woraufhin er am 1. Januar 1446 vom Mainzer Erzbischof Dietrich Schenk von Erbach konfirmiert und am 13. März 1446 von Peter von Schaumberg, Bischof von Augsburg, zum Priester und Bischof geweiht wurde.

## Der Eichstätter Fürstbischof

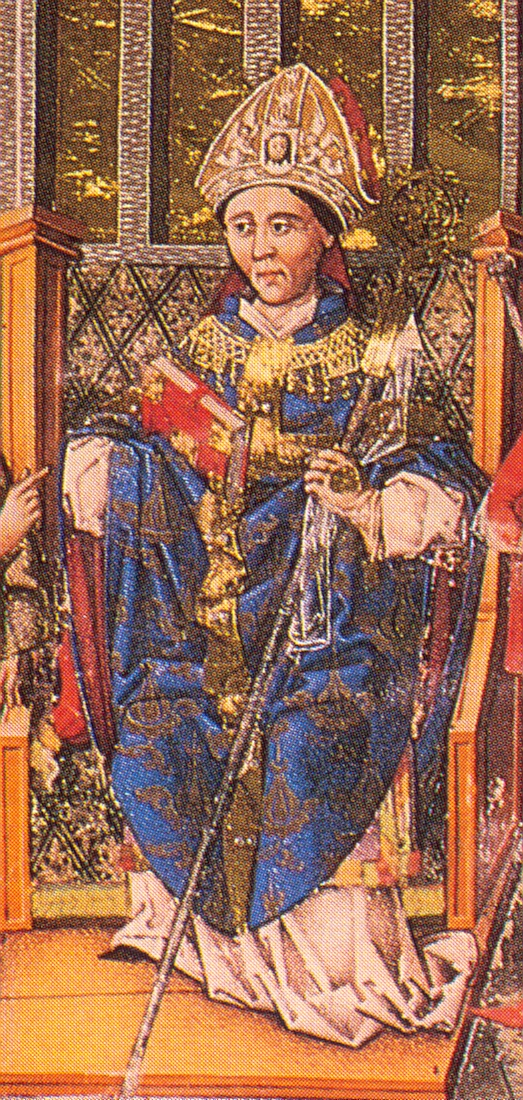
Johann III. von Eych im Pontifikale Gundekarianum

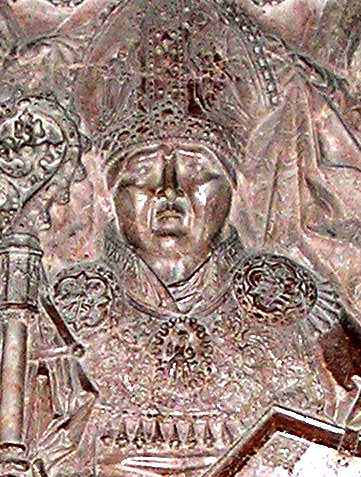
Johann III. von Eych auf seiner Grabplatte in St. Walburg

### Positionierung in Glaubensfragen
Johann III. erwies sich als Reformbischof. So rief er bereits im Jahr nach seiner Wahl für den 11./12. Oktober 1447 eine Diözesansynode nach Eichstätt ein, auf der er neue Diözesanstatuten erließ, die sich nach den Dekreten des Konzils von Basel (an ihm hatte er in österreichischen Diensten teilgenommen) richteten. In der Folge hielt er, soweit die äußerlichen Umstände es zuließen, jedes zweite Jahr eine Synode in wechselnden Orten des Hochstifts und der Diözese ab, z. B. 1456 in Berching, wahrscheinlich 1455 in Spalt, 1460 in Monheim, wodurch die Reformen unter Klerus und Laien vorangetrieben wurden. Auch schrieb er Visitationen der Pfarreien durch die Dekane vor, die ihrerseits durch den Bischof kontrolliert wurden. Das Konkubinat, das Zusammenleben von Klerikern mit einer Frau, verbot er. Den Messritus vereinheitlichte er durch die Schrift „Ordinarium missae practicum“, die 1461 in seinem Auftrag von Prior Bernhard von Tegernsee verfasst wurde. Auch belehrte er den Klerus über die Spendung von Sakramenten. 1453 erließ er als Ordnung der Erstkommunionfeier die „Constitutio de communione paschali“.

### Reformator des Klosterlebens
Gleichzeitig bemühte er sich um eine Hebung des klösterlichen und stiftischen Lebens in seiner Diözese. 1447 ersetzte er den Prior des Eichstätter Dominikanerklosters durch einen Reformanhänger, der uneinsichtige Mönche vertrieb. In der Benediktinerinnenabtei St. Walburg in Eichstätt wurde die Äbtissin Elisabeth von Seckendorf zur Resignation gezwungen; die geflohenen Nonnen ersetzte der Bischof durch Klosterfrauen aus Marienberg bei Boppard; 1461 war in St. Walburg die Reform vollzogen, das Damenstift und Wirtschaftskloster hatte sich zum Gebetskloster gewandelt. Bei einer Visitation des Klosters Bergen 1453 wurden den Nonnen Schmuck und modische Kleider abgenommen und ihnen eine neue Äbtissin und ein Beichtvater vorgesetzt. Im gleichen Jahr ließ er vom Abt von St. Ägidien in Nürnberg das Augustinerinnenkloster Pillenreuth visitieren und ergänzte reformbezogen die dortigen Klosterstatuten von 1422. Dem Chorherrenstift Herrieden gab er 1454 Reformstatuten. Das Augustinerchorherrenstift Rebdorf hatte zwar 1422 Reformstatuten angenommen, doch der Erfolg war ausgeblieben. Der Bischof setzte 1457–59 mit Unterstützung von Nikolaus von Kues, mit dem er in Kontakt stand und der bei seiner Legationsreise durch Deutschland 1451/52 in Eichstätt war, gegen Widerstände den Anschluss des Klosters an die Windesheimer Kongregation (Diözese Utrecht) durch; der Propst resignierte und machte einem Mann der Reform Platz. 1457 ließ Eych das markgräfliche Kloster Heidenheim und 1458 das Kloster Plankstetten visitieren. In letzterem resignierte der Abt freiwillig, und Johann trieb die begonnene Reform mit Mönchen des Klosters Hl. Kreuz aus Donauwörth voran. Das finanziell schwache markgräfliche Benediktinerkloster Wülzburg bei Weißenburg, das 1448 fast am Aussterben war und zudem 1450 von plündernden Bürgern teilweise zerstört wurde, unterstützte der Bischof, indem er Mönche aus anderen Klöstern kommen ließ. Im markgräflichen Benediktinerkloster Auhausen an der Wörnitz waren dagegen die Reformbemühungen Eychs erfolglos.

### Verwicklungen in Konflikte der benachbarten Fürsten
Während sich Johann III. aufflammenden Kreuzzugsaufrufen der Päpste, angefangen 1453 mit Papst Nikolaus V., weitgehend entzog, wurde er in die Konflikte des benachbarten Markgraftums Ansbach mit der Reichsstadt Nürnberg und dem Herzogtum Bayern-Landshut zunehmend verstrickt. Im Konflikt zwischen Herzog Ludwig von Bayern und Markgraf Albrecht Achilles setzte Johann auf strikte Neutralität. Die andauernden Konflikte der Nachbarn gipfelten im Ersten Markgrafenkrieg (1449–1450) und im Bayerischen Krieg (1459–1463). Ludwig wertete das Verhalten des Bischofs jedoch als Unterstützung Albrechts und griff 1460 Eichstätt an und brannte Häuser von zwei Vorstädten nieder. Die Stadt selber konnte bis zu einer vertraglichen Einigung gehalten werden. Andere Städte in der Diözese, Monheim, Heidenheim, Gunzenhausen, Wemding und Heideck, wurden in den bis 1463 anhaltenden Auseinandersetzungen zerstört.

### Kreis humanistischer Reformatoren
Unter Eych bildete sich in Eichstätt ein Freundeszirkel um den bischöflichen Kanzler Johann Mendel († 1484) und den Domherren Albrecht von Eyb (1420–1475), der dem Frühhumanismus zugerechnet wird. Sie standen in engen Beziehungen zum Heidelberger Hofkaplan Matthias von Kemnat und den Nürnbergern Ärzten Hermann Schedel und Hartmann Schedel, die wie Eych in Padua studiert hatten. Der Bischof selbst besaß mehrere Werke des italienischen Humanisten Petrarca; insgesamt fußte Eychs Kirchenreform auf humanistischer Bildung italienischer Prägung.

### Entwicklung des Hochstiftes
Das Hochstift vermehrte der Fürstbischof durch den Ankauf von Obereichstätt 1447 und des Marienwallfahrtsortes Buchenhüll, den er dem Domkapitel schenkte. Die Marienverehrung lag ihm am Herzen; so förderte er die Marienwallfahrt Großlellenfeld, wo 1446–68 eine gotische Pfarrkirche gebaut wurde. Als die Grafen von Oettingen auf ihrem Kappelbuck bei Hechlingen eine Wallfahrtskirche errichteten, unterstützte der Bischof diese Maßnahme, indem er einen Stiftungsbrief „zum Lobe Gottes, der Jungfrau Maria und der heiligen Katharina und aller Heiligen“ ausstellte. Unter Bischof von Eych wurde erstmals den Juden der Aufenthalt im Hochstift verboten, 1445 vertrieb er sie aus seiner Residenzstadt. Die Willibaldsburg, wo der fürstbischöfliche Hof angesiedelt war, verstärkte er angesichts der Verbreitung von Feuerwaffen um ein langgestrecktes Vorwerk mit Rundturm. 1460 entstand als weiteres Artilleriewerk der Batterieturm der Stadtmauer im Westen Eichstätts. Auf der Burg Mörnsheim errichtete er einen neuen Palas. In Spalt wurde unter Bischof Johann 1446 der „Reifenturm“ erbaut.

### Kardinalat, Lebensende und Grabmal
Am 31. Mai 1462 wurde Eych im Konsistorium in Viterbo von Papst Pius II. zum Kardinal kreiert. Die letzten vier Lebensjahre kränkelte er. Beigesetzt wurde der Fürstbischof in der von ihm begründeten Kapelle St. Alexius beim Kloster St. Walburg. Heute werden seine Gebeine im Kapitelsaal der Abtei aufbewahrt, sein Grabstein, vielleicht ein Werk des Straubinger Bildhauers Erhart, ist neben dem Eingang zur Kloster- und Pfarrkirche zu sehen. Im Pontifikale Gundekarianum ist als angeblicher Ausspruch von Papst Pius überliefert, die Kirche habe in ihm (dem Bischof Johann) eine goldene Säule und Deutschland einen bemerkenswerten Prälaten verloren.

## Briefe
Briefe Eychs an den Benediktiner Bernhard von Waging († 10. August 1472), dem bedeutendsten Vertreter der Tegernseer Reform, zur Kontroverse „vita activa – vita contemplativa“ des priesterlichen Seins und an den Kartäuser Jakob von Tückelhausen liegen gedruckt vor bei J. H. v. Falckenstein, Codes Diplomaticus Antiquitatum Nordgaviensium, Frankfurt/Leipzig 1773. Briefe an Nikolaus von Kues finden sich in der Bayerischen Staatsbibliothek unter clm 19697.